# 霍華德縣 (阿肯色州)
霍華德县（英語：Howard County）是美国阿肯色州西南部的一個縣，面積1,542平方公里。根據2020年美國人口普查，共有人口12,785人。縣治納什維爾（Nashville）。該縣成立於1873年4月17日，縣名紀念州參議員詹姆斯·霍華德。
本縣為一禁酒的縣。